# Saratan
Saratan (ros. Саратан) – wieś w Rosji, w Republice Ałtaju, w rejonie ułagańskim. W 2010 liczyła 738 mieszkańców.